# Лидзеја
Лидзеја, Лидзејка или Лидеја, Лидејка (блр. Лідзея, Лідзейка; рус. Лидея, Лидейка) белоруска је река и лева притока реке Дитве (део басена реке Њемен и Балтичког мора).
Тече преко подручја Лидског рејона у Гродњенској области Белорусије. Извире код села Верх Лида недалеко од града Лиде, и након 31 km тока улива се у реку Дитву (код села Даржи). Укупна површина сливног подручја Лидзеје је око 167 km², а просечан проток у зони ушћа је 1,2 m³/s. Просечан пад од извора до ушће је око 0,9 м/км тока. 
Најважнија притока је речица Нарва. 
Ширина реке је између 6 и 12 метара, обале су доста ниске, у природном окружењу доста замочварене. Каналисано је око 20 km тока. Ширина наплавне равнице уз реку је између 0,5 и 0,8 km. 
Протиче кроз град Лиду, у којем се изнад њених обала уздиже Лидски замак из 14. века.